# Хосе Франсіско Калі Цай
Хосе Франсіско Калі Цай (нар. 27 вересня 1961) — гватемальський юрист і дипломат.
Він займе посаду Спеціального доповідача ООН з прав людини з прав корінних народів з 2021 року, після закінчення терміну повноважень тодійшньої Спеціального доповідача з прав корінних народів Вікторії Таулі-Корпус у 2020 році. Як спеціальний доповідач ООН, йому доручено розслідувати ймовірні порушення прав корінних народів і сприяти реалізації міжнародних стандартів щодо прав корінних народів. У цій якості він і Девід Бойд на початку 2022 року закликали Швецію не видавати ліцензію британській компанії Beowulf Mining на залізорудну шахту Каллак у регіоні Галлок, де проживає корінний народ саами, заявивши, що шахта відкритим способом поставила б під загрозу охоронювану екосистему та міграцію північних оленів.